# A Mariña Central
A Mariña Central és una comarca de Galícia situada al nord de la província de Lugo, a la zona central d'A Mariña.

## Geografia
Limita amb el mar Cantàbric al nord, amb A Mariña Oriental a l'est, amb A Mariña Occidental a l'oest, i amb la comarca de Meira i la Terra Chá al sud.

## Municipis
En formen part els municipis de:
- Alfoz
- Burela
- Foz
- Lourenzá
- Mondoñedo
- O Valadouro.